# Руовеси
Руовеси (фин. Ruovesi) — община в провинции Пирканмаа, Финляндия. Общая площадь территории — 950,15 км², из которых 173,97 км² — вода.

## Демография
На 31 января 2011 года в общине Руовеси проживало 5036 человек: 2553 мужчины и 2483 женщины.
Финский язык является родным для 98,07% жителей, шведский — для 0,32%. Прочие языки являются родными для 1,61% жителей общины.
Возрастной состав населения:
- до 14 лет — 13,11%
- от 15 до 64 лет — 58,82%
- от 65 лет — 28,12%

Изменение численности населения по годам:
| Год  | Численность |
| ---- | ----------- |
| 1980 | 6609        |
| 1990 | 6142        |
| 2000 | 5683        |
| 2010 | 5038        |
| 2011 | 5036        |

## Известные уроженцы, жители
Пальмрот, Рейно Вильхельм (1906, Руовеси, Великое княжество Финляндское — 1992, Хельсинки, Финляндия) — финский поэт, писатель, певец и радиожурналист.